# فرودگاه فریولی ونتزیا جولیا
فرودگاه فریولی ونتزیا جولیا (به انگلیسی: Friuli Venezia Giulia Airport) (به زبان بومی: Trieste Airport) یک فرودگاه همگانی با کد یاتا TRS است که یک باند فرود آسفالت دارد و طول باند آن ۳۰۰۰ متر است. این فرودگاه در شهر تریسته کشور ایتالیا قرار دارد و در ارتفاع ۱۲ متری از سطح دریا واقع شده‌است.

## شرکت‌های هواپیمایی و مقصدهای پروازی
| شرکت‌های هواپیمایی                             | مقصدهای پروازی                                                               |
| --------------------------------------------- | ---------------------------------------------------------------------------- |
| آلیتالیا                                      | لئوناردو دا وینچی-فیومیچینو                                                  |
| آلیتالیا اجرا توسط آلیتالیا سیتی‌لاینر         | لینیت (برقراری مجدد از ۲ سپتامبر ۲۰۱۷)، لئوناردو دا وینچی-فیومیچینو          |
| ایبریا اکسپرس اجرا توسط ایر نوستروم           | چارتر فصلی: سن پابلو                                                         |
| لوفت‌هانزا رجینال اجرا توسط لوفت‌هانزا سیتی‌لاین | مونیخ                                                                        |
| میسترال ایر                                   | مادر ترزای تیرانا                                                            |
| پریمرا ایر                                    | فصلی: کفلاویک                                                                |
| رایان‌ایر                                      | باری، کاتانیا-فونتاناروسا، استانستد لندن، چمپینو، رم، تراپانی-بیرجی، والنسیا |
| TUI fly Belgium                               | فصلی: بروکسل جنوب شرلروآ                                                     |
| ولوتی                                         | فصلی: ناپل                                                                   |
| ویولینگ                                       | فصلی: بارسلونا-ال پرات                                                       |